# Astra Linux
Astra Linux («А́стра Ли́нукс», от лат. astra — «звезда») — операционная система на базе ядра Linux, которая внедряется в России в качестве альтернативы Microsoft Windows в государственных организациях. Обеспечивает степень защиты обрабатываемой информации до уровня государственной тайны «особой важности» включительно. Сертифицирована в системах сертификации средств защиты информации Минобороны РФ, ФСТЭК и ФСБ России. Включена в Единый реестр российских программ Минкомсвязи России.
В ходе разработки системы во второй половине 2010-х годов и развития процессов импортозамещения Astra Linux начала широко применяться как универсальная операционная система для персональных компьютеров. По состоянию на 2022 год внедряется в образовательных, медицинских и других государственных учреждениях, а также в компаниях РЖД, «Газпром», «Росатом» и других.

## Разработка
Система работает с пакетами на базе .deb, используется пакетный менеджер apt. Astra Linux считается официально признанным деривативом Debian после прохождения необходимых проверок на соответствие требованиям Debian, АО «НПО РусБИТех» находится в партнёрских отношениях с The Linux Foundation и The Document Foundation. Разработчик заявляет, что «лицензионные соглашения на операционные системы Astra Linux разработаны в строгом соответствии с положениями действующих правовых документов Российской Федерации, а также международных правовых актов», при этом они «не противоречат духу и требованиям лицензии GPL».
Собственный репозиторий Astra Linux состоит из более чем 20 000 пакетов. На пакетной базе этого репозитория развиваются и другие программные продукты компании. В состав дистрибутива входят такие пакеты с открытым исходным кодом, как графическое окружение пользователя Fly, офисный пакет LibreOffice, доработанный в части управления доступом, серверные компоненты (web-сервер, СУБД и так далее), браузер Firefox, почтовый клиент Thunderbird, редактор растровой графики GIMP, проигрыватель мультимедиа VLC и другие.
В феврале 2018 г. объявлено, что Astra Linux была адаптирована для российских микропроцессоров «Эльбрус».
С 17 декабря 2019 года правообладателем, разработчиком и производителем является ООО «РусБИТех-Астра», созданная в 2016 году как дочерняя компания АО «НПО РусБИТех», занимающаяся разработкой и сопровождением ОС. В 2019 году компания стала юридически самостоятельной, а в 2020 году на базе «Русбитех-Астра» была сформирована ГК «Астра».

### Графический интерфейс
Fly — собственная разработка создателей ОС, гибридное графическое окружение пользователя, которое включает в себя рабочий стол, написанный с использованием библиотеки xlib, а также набор графических утилит на Qt, разработанных в основном с использованием фреймворка KF5 и PyQt. Особенностью также является полная интеграция графической оболочки со всеми механизмами защиты информации, встроенными в операционную систему Astra Linux.
1 августа 2024 года вышел новый релиз Astra Linux Special Edition версии 1.8.1, где разработчик обновил интерфейс и назвал его Astra Proxima.

### Применение
Система применяется в ряде государственных учреждений в сферах обороны, здравоохранения, науки и образования, финансов, промышленности и торговли, ЖКХ. В частности, на ней построена информационная система Национального центра управления обороной РФ. В июле 2015 г. состоялись переговоры о переводе на Astra Linux госучреждений Республики Крым, в которой официальное использование популярных ОС затруднительно из-за антироссийских санкций. В ноябре 2015 года подписано соглашение о сотрудничестве с производителем серверов Huawei, который начал тестировать свои серверы на совместимость с Astra Linux. В феврале 2019 года объявлено о внедрении Astra Linux на Тяньваньской АЭС (Китай, провинция Цзянсу).
С января 2019 года происходит тестирование Astra Linux в системах группы компаний «Газпром».
С 2019 года производятся «защищённые» планшетные компьютеры марки MIG с предустановленной Astra Linux, планируются продажи смартфонов.
В 2021 году началось внедрение системы в ОАО РЖД. До конца 2024 года на Astra Linux планирует полностью перейти «Росатом» — всего на ОС будут работать около 130 тысяч пользователей.
В 2022 году ГК «Астра» сообщает об успешном переводе в Yandex Cloud собственных ключевых сервисов: «Центра загрузок» (репозитория с пакетами из состава операционной системы), «Справочного центра» и сервиса технической поддержки.
В 2023 году Astra Linux Common Edition перестал обновляться и поддерживаться (последняя версия 2.12.46.6). Развивается только коммерческая версия.
В 2025 году Astra Linux Common Edition получает новый виток развития (версия теперь называется 12.8.1 и основана на ALSE 1.8.1) . Дата релиза пока неизвестна.

## Основные версии
Производителем разрабатывается версия Astra Linux Special Edition (специального назначения) и несертифицированная версия Common Edition (общего назначения):
- Common Edition — единственная российская ОС, репозиторий которой размещëн в открытом доступе международной некоммерческой организации The Linux Foundation;
- Special Edition — сертифицированная ОС со встроенными средствами защиты информации (СЗИ) для стабильных и безопасных ИТ-инфраструктур любого масштаба и бесперебойной работы с данными любой степени конфиденциальности, лицензируется по трëм уровням защиты.

Система доступна в четырех версиях: десктопная, мобильная, серверная и встраиваемая (Embedded).
Ранее выпускавшиеся релизы были отдельными дистрибутивами и носили названия городов-героев РСФСР и городов воинской славы России:
| Архитектура  | Common Edition | Special Edition | Сфера применения                                        |
| ------------ | -------------- | --------------- | ------------------------------------------------------- |
| x86-64       | +              | +               | рабочие станции и серверы                               |
| ARM          | −              | +               | мобильные устройства и встраиваемые компьютеры          |
| MIPS         | −              | +               | настольные и мобильные устройства, сетевое оборудование |
| POWER        | −              | +               | высокопроизводительные серверы                          |
| IBM System z | −              | +               | отказоустойчивые серверы (мейнфреймы)                   |
| Эльбрус 2000 | −              | +               | вычислительные комплексы «Эльбрус»                      |
| RISC-V       | −              | (в разработке)  | без ограничений                                         |

Начиная с версии 1.7 релиз представлен несколькими версиями в одном установщике. В процессе установки предлагается выбрать версию: несертифицированную «Орëл» либо одну из сертифицированных — усиленный уровень защиты «Воронеж» и максимальный уровень защиты «Смоленск».

### История версий
Для краткого обозначения варианта исполнения ОС Astra Linux Special Editon (кроме варианта РУСБ.10230-02) используются два числа:
Код_дистрибутива. Номер_очередного_обновления_ОС
Для ОС Astra Linux Special Edition РУСБ.10230-02 используются три числа:
Код_дистрибутива. Код_версии_архитектуры. Номер_очередного_обновления_ОС
Если код дистрибутива 2, то это не Astra Linux Special Edition, а Astra Linux Common Edition. При этом может указываться три числа, третье число обозначает номер обновления ОС:
Код_дистрибутива. Номер_версии_ОС.Номер_обновления_ОС
Для Astra Linux Common Edition номер варианта исполнения представлен двумя или тремя числами:
Код_дистрибутива. Номер_версии_ОС[.Номер_обновления_ОС]
|                  | Версия   | Название                               | Дата выпуска                     | Версия ядра Linux |                        |
| ---------------- | -------- | -------------------------------------- | -------------------------------- | ----------------- | ---------------------- |
| X86-64           | 1.2      | Astra Linux Special Edition (Смоленск) | 28 октября 2011                  | 2.6.34            |                        |
|                  | 1.3      | Astra Linux Special Edition (Смоленск) | 26 апреля 2013                   | 3.2.0             |                        |
|                  | 1.4      | Astra Linux Special Edition (Смоленск) | 19 декабря 2014                  | 3.16.0            |                        |
|                  | 1.5      | Astra Linux Special Edition (Смоленск) | 8 апреля 2016                    | 4.2.0             |                        |
|                  | 1.5.9    | Astra Linux Special Edition (Смоленск) | декабрь 2020                     | Нет данных        | EOL 06.21              |
|                  | 1.6      | Astra Linux Special Edition            | 26 сентября 2018                 | 4.15.3-1          |                        |
|                  | 1.6.1    | Astra Linux Special Edition            | 29 декабря 2018                  | 4.15.3-1          |                        |
|                  | 1.6.2    | Astra Linux Special Edition            | 22 февраля 2019                  | 4.15.3-1          |                        |
|                  | 1.6.3    | Astra Linux Special Edition            | 12 сентября 2019                 | 4.15.3-1          |                        |
|                  | 1.6.4    | Astra Linux Special Edition            | 29 октября 2019                  | 4.15.3-1          |                        |
|                  | 1.6.5    | Astra Linux Special Edition            | 27 марта 2020                    | 4.15.3-2          |                        |
|                  | 1.6.6    | Astra Linux Special Edition            | 22 июля 2020                     | Нет данных        |                        |
|                  | 1.6.7    | Astra Linux Special Edition            | 28 июня 2021                     | Нет данных        |                        |
|                  | 1.6.8    | Astra Linux Special Edition            | 6 августа 2021                   | Нет данных        |                        |
|                  | 1.6.9    | Astra Linux Special Edition            | 19 октября 2021                  | Нет данных        |                        |
|                  | 1.6.10   | Astra Linux Special Edition            | 3 декабря 2021                   | 5.10              |                        |
|                  | 1.6.11   | Astra Linux Special Edition            | 5 сентября 2022                  | 5.15              |                        |
|                  | 1.6.12   | Astra Linux Special Edition            | 20 декабрь 2022                  | 5.15.0-33         |                        |
|                  | 1.6.13   | Astra Linux Special Edition            | 19 декабря 2023                  | 5.15.0-173        |                        |
|                  | 1.6.14   | Astra Linux Special Edition            | 30 декабря 2023                  | Нет данных        |                        |
|                  | 1.6.15   | Astra Linux Special Edition            | Нет данных                       | Нет данных        | EOL 08.24              |
|                  | 1.7      | Astra Linux Special Edition            | 27 июля 2021                     | 5.4 LTS           |                        |
|                  | 1.7.1    | Astra Linux Special Edition            | 29 декабря 2021                  | 5.10              |                        |
|                  | 1.7.2    | Astra Linux Special Edition            | 24 августа 2022                  | 5.15              |                        |
|                  | 1.7.2.11 | Astra Linux Special Edition            | Нет данных                       | Нет данных        | Соответствие 1.7.2.UU1 |
|                  | 1.7.3    | Astra Linux Special Edition            | 15 ноября 2022                   | 5.15.0-33         |                        |
|                  | 1.7.3.10 | Astra Linux Special Edition            | Нет данных                       | Нет данных        | Соответствие 1.7.3.UU1 |
|                  | 1.7.3.13 | Astra Linux Special Edition            | Нет данных                       | Нет данных        | Соответствие 1.7.3.UU2 |
|                  | 1.7.4    | Astra Linux Special Edition            | 26 апреля 2023                   | 5.15.0-70         |                        |
|                  | 1.7.4.11 | Astra Linux Special Edition            | Нет данных                       | Нет данных        | Соответствие 1.7.4.UU1 |
|                  | 1.7.5    | Astra Linux Special Edition            | 16 октября 2023                  | 6.1               |                        |
|                  | 1.7.5.16 | Astra Linux Special Edition            | 20 февраля 2024                  | Нет данных        | Соответствие 1.7.5.UU1 |
|                  | 1.7.6    | Astra Linux Special Edition            | 26 августа 2024                  | 6.1               |                        |
|                  | 1.7.6.14 | Astra Linux Special Edition            | 14 ноября 2024                   | Нет данных        | Соответствие 1.7.6.UU1 |
|                  | 1.7.6.15 | Astra Linux Special Edition            | 04 декабря 2024                  | Нет данных        | Соответствие 1.7.6.UU2 |
|                  | 1.7.7    | Astra Linux Special Edition            | 31 марта 2025                    | 6.1               |                        |
|                  | 1.7.7.7  | Astra Linux Special Edition            | 15 апреля 2025                   | Нет данных        | Соответствие 1.7.7.UU1 |
|                  | 1.7.7.9  | Astra Linux Special Edition            | 16 мая 2025                      | Нет данных        | Соответствие 1.7.7.UU2 |
|                  | 1.8.1    | Astra Linux Special Edition            | 01 августа 2024                  | 6.1/6.6           |                        |
|                  | 1.8.1.12 | Astra Linux Special Edition            | 9 сентября 2024                  | Нет данных        | Соответствие 1.8.1.UU1 |
|                  | 1.8.1.16 | Astra Linux Special Edition            | 23 января 2025                   | Нет данных        | Соответствие 1.8.1.UU2 |
|                  | 1.8.2    | Astra Linux Special Edition            | 23 апреля 2025                   | 6.1/6.12          |                        |
|                  | 1.8.2.8  | Astra Linux Special Edition            | 24 мая 2025                      | Нет данных        | Соответствие 1.8.2.UU1 |
| ARM              | 4.7      | Astra Linux Special Edition            | 27 июля 2021                     | 5.10              |                        |
|                  | 4.7.1    | Astra Linux Special Edition            | 26 января 2022                   | 5.10              |                        |
|                  | 4.7.2    | Astra Linux Special Edition            | 12 октября 2022                  | 5.15              |                        |
|                  | 4.7.3    | Astra Linux Special Edition            | 2 декабря 2022                   | 5.15.0-33         |                        |
|                  | 4.7.4    | Astra Linux Special Edition            | 21 июля 2023                     | 5.15.0-70         |                        |
|                  | 4.7.5    | Astra Linux Special Edition            | 24 апреля 2024                   | 6.1               |                        |
|                  | 4.7.6    | Astra Linux Special Edition            | В разработке (Q3 2024~)          | 6.1/6.6*          |                        |
|                  | 4.8.1    | Astra Linux Special Edition            | В разработке (Q3-Q4 2024)        | 6.1/6.6*          |                        |
|                  | 4.8.2    | Astra Linux Special Edition            | Нет данных                       | 6.1/6.6*          |                        |
| Armhf            | 14.7.4   | Astra Linux Special Edition            | 1 августа 2023                   | 5.15.0-70         |                        |
| Эльбрус e2k-8c   | 8.1      | Astra Linux Special Edition            | Нет данных                       | Нет данных        |                        |
|                  | 8.1.1    | Astra Linux Special Edition            | Нет данных                       | Нет данных        |                        |
|                  | 8.1.2    | Astra Linux Special Edition            | Нет данных                       | Нет данных        |                        |
|                  | 8.1.3    | Astra Linux Special Edition            | 8 ноября 2021                    | Нет данных        |                        |
|                  | 8.1.4    | Astra Linux Special Edition            | 30 октября 2023                  | 5.15.0-33         |                        |
|                  | 8.1.5    | Astra Linux Special Edition            | Q2-Q3 2024                       | Нет данных        | EOL 10.24              |
| Эльбрус e2k-16c  | 8.8.1    | Astra Linux Special Edition            | В разработке (Q1 2025~)          | 6.1/6.6*          |                        |
| RISC-V           | 9.8      | Astra Linux Special Edition            | В разработке (Ноябрь 2024~ 2025) | 6.1/6.6*          |                        |
| IBM System Z     | 3.1      | Astra Linux Special Edition            | Нет данных                       | Нет данных        | EOL                    |
|                  | 3.8.1    | Astra Linux Special Edition            | В разработке (Ноябрь 2024~)      | 6.1/6.6*          |                        |
| MIPS (Байкал-Т1) | 6.1.1    | Astra Linux Special Edition            | Нет данных                       | Нет данных        | EOL                    |
| MIPS (КОМДИВ64)  | 6.2.1    | Astra Linux Special Edition            | Нет данных                       | Нет данных        | EOL                    |

| Версия  | Название                   | Дата выпуска    | Версия ядра Linux |
| ------- | -------------------------- | --------------- | ----------------- |
| 1.5     | Astra Linux Common Edition | конец 2009      | 2.6.31            |
| 1.6     | Astra Linux Common Edition | 23 ноября 2010  | Неизвестно        |
| 1.7     | Astra Linux Common Edition | 3 февраля 2011  | 2.6.34            |
| 1.9     | Astra Linux Common Edition | 12 февраля 2013 | 3.2.0             |
| 1.10    | Astra Linux Common Edition | 14 ноября 2014  | 3.16.0            |
| 1.11    | Astra Linux Common Edition | 17 марта 2016   | 4.2.0             |
| 2.11.3  | Astra Linux Common Edition | 29 марта 2018   | 4.15.3            |
| 2.12    | Astra Linux Common Edition | 7 августа 2018  | 4.15.3-1          |
| 2.12.29 | Astra Linux Common Edition | 14 мая 2020     | 4.15.3-2          |
| 2.12.40 | Astra Linux Common Edition | 29 декабря 2020 | 5.4               |
| 2.12.43 | Astra Linux Common Edition | 7 сентября 2021 | 5.10              |
| 2.12.44 | Astra Linux Common Edition | 1 февраля 2022  | 5.10              |
| 2.12.45 | Astra Linux Common Edition | 8 августа 2022  | 5.15              |
| 2.12.46 | Astra Linux Common Edition | 17 апреля 2023  | 5.15              |
| 12.8.1  | Astra Linux Common Edition | Q2-Q3~ 2025     | 6.1/6.6           |

## Особенности версии Special Edition

### Режимы защищëнности
С релиза 2021 года (1.7/4.7) в Astra Linux Special Edition доступны режимы защищëнности «Базовый» («Орëл», несертифицированная версия), «Усиленный» («Воронеж») и «Максимальный» («Смоленск»). Режим «Усиленный» имеет все возможности режима «Базовый» и дополняет их, режим «Максимальный» имеет все возможности режима «Усиленный» и также дополняет их.
В режиме «Усиленный» доступны механизмы мандатного контроля целостности и замкнутой программной среды, существенно повышающие защиту ОС от взлома, вирусов, захвата полномочий и т. д. Входящая в режим «Усиленный» подсистема безопасности PARSEC разработана на основе верифицированной формальной модели безопасности управления доступом и информационными потоками (МРОСЛ ДП-модели).
В режиме «Максимальный» доступен полный комплект средств защиты информации, включая мандатное управление доступом для локальной и серверной инфраструктуры.
Начиная с режима «Усиленный», интерфейсы средств защиты информации Astra Linux Special Edition существенно сужают поверхность атаки, и формируют основной рубеж обороны от вредоносного внешнего воздействия.

### Мандатный контроль целостности и замкнутая программная среда
Под мандатным контролем целостности (ГОСТ Р 59453.1-2021) понимается распределение информации или компонент в системе по некоторым заданным уровням целостности, исходя из которых назначаются права доступа на изменение объекта. Такой подход позволяет внести больше ясности в администрирование и настройку защиты системы. Удобство мандатного контроля целостности достигается путём чëткого распределения компонентов ОС по уровням целостности, а подсистема безопасности PARSEC обеспечивает защиту высокоцелостных компонент от несанкционированной записи из низкоцелостных компонент. При этом пользователь root в Astra Linux Special Edition работает на минимальном уровне целостности 0, что позволяет сохранить контроль над системой в случае попытки захвата полномочий с использованием типовых атак на ОС семейства Linux.
Замкнутая программная среда позволяет ограничить запуск исполняемых файлов и загрузку исполняемых библиотек только теми, которые подписаны ЭЦП на доверительном ключе, что обеспечивает защиту от загрузки файла или библиотеки без корректной ЭЦП.

### Мандатное управление доступом
Под мандатным управлением доступом понимается именно принцип управления доступом, суть которого заключается в распределении информации по заданным уровням (конфиденциальности) и выполнении трех основных условий.
Первое условие — чтение данных доступно пользователю или процессу, который обладает уровнем конфиденциальности таким же, как у этих данных, или выше.
Второе условие — запись данных доступна процессу, обладающему таким же или меньшим уровнем конфиденциальности по сравнению с данными.
Третье условие — действия процессов не приводят к утечке данных с высокого уровня конфиденциальности на низкий.
Таким образом, сочетание мандатного контроля целостности, мандатного управления доступом и замкнутой программной среды обеспечивают комплексную защиту системы.
Контроль за соблюдением правил мандатного контроля целостности и мандатного управления доступом реализуется посредством монитора обращений PARSEC.

### Защита от эксплуатации уязвимостей
С 2018 года в состав дистрибутива включается ядро Linux с усиленной самозащитой (hardened) с интеграцией наработок проекта KSPP (Kernel Self Protection Project).

### Технологии разработки безопасного ПО и формальная модель управления доступом
Для повышения качества верификации научной основы подсистемы безопасности PARSEC — МРОСЛ ДП-модели, описанной на языке формального метода Event-B — она осуществляется дедуктивно с использованием инструментального средства Rodin и по методу проверки моделей (model checking) с применением инструментального средства ProB.
Для демонстрации корректности реализации мандатной сущности-ролевой ДП-модель, (ДП-модель — модель логического управления доступом «Д» и информационными потоками «П»), (МРОСЛ ДП)-модели в программном коде ОС на языке ACSL разработаны спецификации функций подсистемы безопасности PARSEC, которые дедуктивно верифицируются инструментальным средством Frama-C.
Программный код ОС Astra Linux анализируется с использованием лучших практик разработки безопасного ПО, таких как Secure Software Development Lifecycle (SSDL), для этого применяется статический и динамический анализ с учётом передовых результатов теорий системного программирования, методов верификации, символьных вычислений и искусственного интеллекта. При этом осуществляется приоритизация компонентов ОС на основании их роли в выполнении требований безопасности и обеспечении поверхности атаки с целью адаптировать проводимый анализ в зависимости от этих приоритетов.
Кроме того, разработчики ОС Astra Linux совместно с Институтом системного программирования им. В. П. Иванникова Российской академии наук (ИСП РАН) принимали участие в создании национальных стандартов ГОСТ Р 59453.1-2021 «Защита информации. Формальная модель управления доступом. Часть 1. Общие положения» и ГОСТ Р 59453.2-2021 «Защита информации. Формальная модель управления доступом. Часть 2. Рекомендации по верификация формальной модели управления доступом», утверждëнные Росстандартом.

### Другие функции
- Очистка оперативной и внешней памяти и гарантированное удаление файлов: операционная система выполняет очистку неиспользуемых блоков файловой системы непосредственно при их освобождении, используя маскирующие последовательности.
- Маркировка документов: разработанный механизм маркировки позволяет серверу печати (CUPS) проставлять необходимые учётные данные в выводимых на печать документах. Мандатные атрибуты автоматически связываются с заданием для печати на основе мандатного контекста получаемого сетевого соединения. Вывод на печать документов без маркировки субъектами доступа, работающими в мандатном контексте с грифом выше «несекретно», невозможен.
- Регистрация событий: расширенная подсистема протоколирования, интегрированная во все компоненты операционной системы и осуществляющая надёжную регистрацию событий с использованием специального сервиса parlogd.
- Механизмы защиты информации в графической подсистеме: графическая подсистема включает в себя Х-сервер Xorg, пользовательский рабочий стол Fly, а также ряд программных средств, предназначенных как для пользователей, так и для администраторов системы. Проведена работа по созданию и встраиванию в графическую подсистему необходимых механизмов защиты информации, обеспечивающих выполнение мандатного управления доступом в графических приложениях, запущенных в собственном изолированном окружении.
- Механизм контроля замкнутости программной среды: реализован механизм, обеспечивающий проверку неизменности и подлинности загружаемых исполняемых файлов в формате ELF. Проверка производится на основе проверки векторов аутентичности, рассчитанных в соответствии с ГОСТ Р 34.10-2012 и внедряемых в исполняемые файлы в процессе сборки.
- Контроль целостности: для решения задач контроля целостности применяется функция хеширования в соответствии с ГОСТ Р 34.11-94.1.

## Репозитории
Начиная с очередного обновления x.7 операционная система Astra Linux Special Edition использует вложенную структуру репозиториев пакетов.
С обновления x.8 обновлена структура репозиториев, которые разделили на два репозитория — Main (основной) и Extended (расширенный).
Main включает в себя компоненты, прошедшие полный цикл сертификации, а Extended содержит средства разработки и пакеты для сборки Main-репозитория вместе с дополнительными прикладными и системными пакетами.
Расширенный репозиторий содержит версии пакетов ПО, которых нет в основном и базовом репозиториях. Такое программное обеспечение функционирует в среде Astra Linux, не подвергается доработке для интеграции функций безопасности с КСЗ, может быть несовместимо с пакетами из базового и основного репозитория и не проходит сертификационные испытания.
Расширенный репозиторий предоставляет большую функциональность по сравнению с базовым и основным, при этом пакеты расширенного репозитория могут изменять пакеты базового, но не могут изменять пакеты основного.
Также расширенный репозиторий содержит компонент backports, предоставляющий новейшие версии пакетов, которые могут быть несовместимы с пакетами из базового и расширенного репозиториев и компонент astra-ce, предоставляющий пакеты для обеспечения максимальной совместимости со сторонним ПО.
Использование расширенного репозитория позволяет устанавливать и эксплуатировать ПО, изначально созданное для других систем на Linux, разрабатывать свое ПО и переносить Astra Linux на различные аппаратные платформы.
Основные группы пакетов ПО расширенного репозитория представляют собой пакеты, не входящие в состав базового репозитория, пакеты, обновляющие состав базового репозитория, то есть более новые версии пакетов базового репозитория (в случае несовместимости они включаются в состав компонента backports) и пакеты, заменяющие пакеты из состава основного репозитория. Последние объединены в компоненте astra-ce, в состав которого входят: СУБД PostgreSQL, электронная почтовая служба Exim4, пакеты СУБД Mariadb, средства Java openjdk и пакеты комплекта офисных программ LibreOffice.

## Системные требования
| Параметр                                | Минимальные | Рекомендованные |
| --------------------------------------- | --- | --- |
| Аппаратная платформа                    | Процессор с архитектурой x86-64 (AMD, Intel), ARM, MIPS, POWER, IBM System z, IBM System p, Эльбрус 2000                                       | Процессор с архитектурой x86-64 (AMD, Intel), ARM, MIPS, POWER, IBM System z, IBM System p, Эльбрус 2000                                       |
| Оперативная память                      | Не менее 1.5 ГБ | Не менее 4 ГБ |
| Объём свободного дискового пространства | Не менее 4 ГБ | Не менее 16 ГБ |
| Монитор                                 | Стандартный монитор SVGA 19" | Стандартный монитор SVGA 19" |
| Совместимость с оборудованием           | Штатное, предусмотренное документацией, функционирование ОС обеспечивается только на рекомендованном изготовителем ОС совместимом оборудовании | Штатное, предусмотренное документацией, функционирование ОС обеспечивается только на рекомендованном изготовителем ОС совместимом оборудовании |